# Сумароково (Большеболдинский район)
Сумароково — село в Большеболдинском районе Нижегородской области. Входит в состав Молчановского сельсовета. Население 82 (2010) человека

## Общая физико-географическая характеристика
Географическое положение
По автомобильным дорогам расстояние до областного центра города Нижнего Новгорода составляет 210 км, до районного центра села Большого Болдино — 27 км.
Часовой пояс
Сумароково, как и вся Нижегородская область, находится в часовой зоне МСК (московское время). Смещение применяемого времени относительно UTC составляет +3:00.

## История
В «Списке населенных мест» Нижегородской губернии по данным за 1859 год значится как владельческая деревня в первом стане Сергачского уезда при озере Сумароковском в 35 верстах от Сергача. В деревне насчитывалось 25 дворов и проживало 118 человек (87 мужчин и 31 женщина).

## Население
| 1999 | 2002 | 2010 |
| ---- | ---- | ---- |
| 102  | ↗118 | ↘82  |

Национальный состав
Согласно результатам переписи 2002 года, в национальной структуре населения русские составляли 92% из 118 человек.